# Ветроэнергетика Таиланда
Ветроэнергетика Таиланда — перспективная область энергетики страны. Ветер относится к возобновляемым источником энергии. Установленная мощность энергии ветра в Таиланде составляет около 224.5 МВт. По состоянию на 2015 год Таиланд занимает 46 место в мире по установленной мощности в ветроэнергетике.

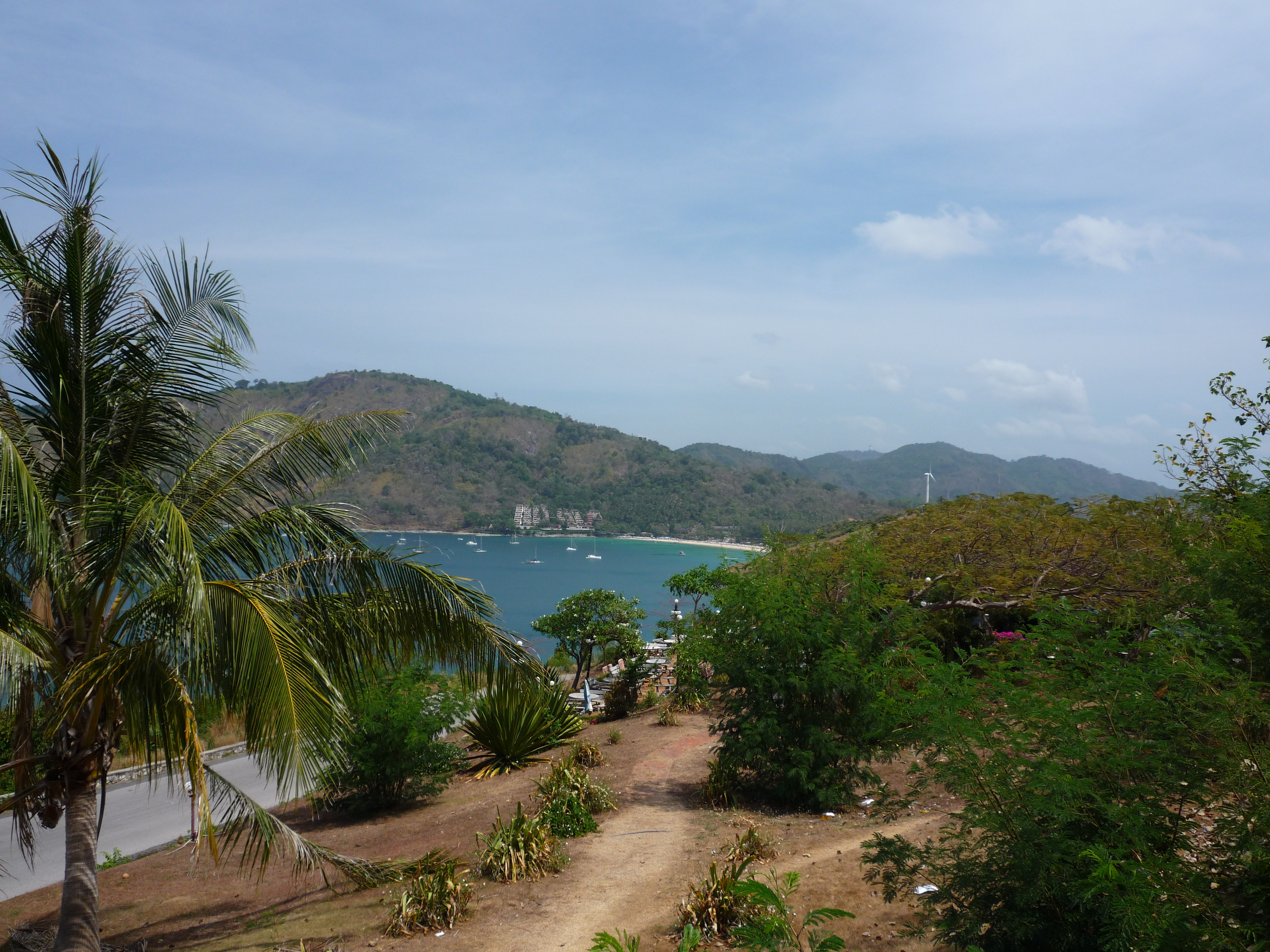
Ветровая электростанция в Таиланде

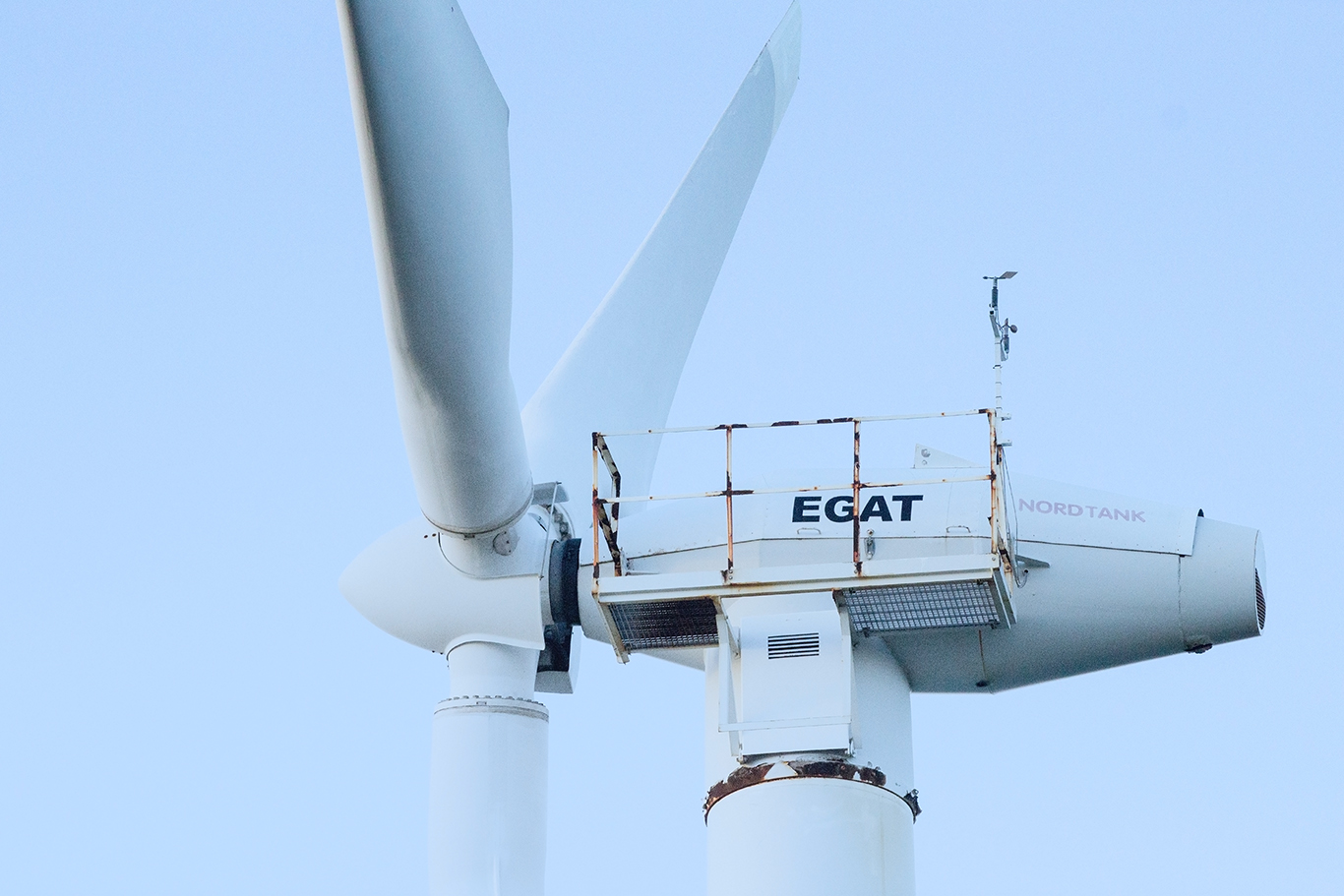
Ветровая турбина в Пхукете. Пилотный проект ГУЭТ

В Таиланде запасы природного газа ориентировочно закончатся к 2021 году. В 2011 году Таиланд начал импортировать дорогостоящий сжиженный природный газ. Потребность к энергии привела к росту спроса в стране на возобновляемые источники энергии. По плану развития энергетики (AEDP), доля альтернативной энергии в Таиланде к 2036 году должна составить 25 процентов от всей потребляемой энергии. В 2022 году мощность ветроэнергетики составляла 1 545 МВт.

## История
С ростом спроса на энергию, Таиланд оказался зависим от импорта энергоносителей из других стран, в основном нефти и природного газа. В 1992 году в стране был принят закон о энергосбережении. Целью его было уменьшить количество импортируемой энергии путем использования возобновляемых источников энергии, в том числе энергии ветра.

### Ветровые ресурсы
Ветра в большинстве областей Таиланда имеют относительно низкие средние скорости. Происходит это оттого, что страна находится вблизи экватора, где обычны низкие ветровые скорости. Однако в горных районах, в каньонах и на склонах хребтов, скорости значительно выше.
Министерством энергетики Таиланда в 1975 году было проведено исследование Тайского ветроэнергетического потенциала. Данные о средней скорости ветра, полученные Тайским метеорологическим департаментом (ТМД), были использованы для создания карты ветров в стране. В 1981 году на основе данных Технологического института Монгкута Тхонбури (KMITT) и Технологического институт Монгкута (KMITNB) была выпущена ещё одна карта ветровых ресурсов с 13-летними данными (1966—1978).
Практические попытки использования ветровых ресурсов Таиланда сталкивались с проблемой нехватки скорости ветра, особенно на шельфе и больших высотах. В 2001 году новая была выпущена карта ветровых ресурсов, в которой были использованы данные более 150 метеостанций, включая высокогорные.
В 2011 году исследования по использования ветрового ресурса проводились физиками Университета Синлапакон. В исследовании использовалось компьютерное моделирование, эксперименты со слабым ветром.

### Ветровые турбины
В 1983 году в Таиланде были установлены первые ветрогенераторы, состоящие из шести турбин, установленных в провинции в Пхукет. Вырабатываемая генераторами электроэнергия использовалась для питания близлежащих научных станций. Результат оказался обнадеживающим. В 1992 году в стране был установлены ещё две турбины мощностью 10 кВт.
В 1996 году заработали установки мощностью 2.5 кВт и 10 кВт в Национальном парке провинции Лей и Национальном морском парке Тарутао в провинции Сатун.
В 2007 году установлены ветровые турбины мощность 250 кВт. в районе Хуа Сай в провинции Накхонситхаммарат, а 2009 году — ещё на 1,5 МВт. В 2009 году два ветровые турбины на 1,25 МВт каждая были установлены у плотины Плотина Лам Тахонг. Так Таиланд постепенно крупным потребителем электрогенерирующих ветряных мощностей.

## Мощности и производство
| 2010 | 2011 | 2012  | 2013  | 2014  |
| ---- | ---- | ----- | ----- | ----- |
| 5.6  | 7.3  | 111.7 | 222.7 | 224.5 |

| Название                          | Мощность (Kвт) |
| --------------------------------- | -------------- |
| Theppana Wind Farm                | 6,900          |
| First Korat Wind                  | 103,500        |
| K.R. Two                          | 103,500        |
| Lamtakhong                        | 2,500          |
| Chang Hua Man                     | 50             |
| Samut Green Energy                | 900            |
| Ko Tao                            | 250            |
| DEDE (Wind Energy for Generation) | 15,000         |
| Tha-le Pang (Hua Sai)             | 250            |
| Sating Phra                       | 1,500          |
| Laem Phromthep                    | 192            |
| Всего:                            | 234,542        |

По состоянию на конец 2014 года, ветроэнергетические мощности в Таиланде имеют суммарную мощность в 224.5 МВт, генерируемая ими электроэнергия за год составляет 305 ГВт/ч. Таиланд занимает 46 место в мире по мощности ветряной энергетики.

## Экономика
По данным Технологический университет Тонбури, стоимость производства производства электроэнергии ветровыми установками составляет от 2 до 6 бат/кВтч, но в некоторых местах стоимость может достигать до 11 бат/кВтч. По сравнению со стоимостью производства электроэнергии в Дании (около 2.36 бат/кВтч), в Таиланде стоимость выработки электричества ветроустановками является относительно высокой.
Несмотря на это, в 2014 году ветроэнергетическая отрасль экономики получила наибольший удельный вес инвестиций в размере 25,720 млн бат, что составляет 30,4 процента от общего инвестиций в возобновляемую энергетику.